# Herpomyces
Herpomyces ist die einzige Gattung der Familie Herpomycetaceae und auch der Ordnung Herpomycetales der Schlauchpilze. Alle Arten leben parasitisch auf Schaben.

## Merkmale
Herpomyces-Arten sind diözisch, d. h. es gibt eine weibliche und eine männliche Form mit Gynoecien und Antheridien. Es wird ein vierzelliger primärer Thallus gebildet, der direkt aus der Ascospore entspringt. Aus der oberen Zelle des weiblichen Thallus entwickelt sich ein zweiter Thallus, und es bilden sich daraus Perithecien, die direkt mit dem Integument des Wirtes verbunden sind. Die Perithecien sind birnenförmig und dünnwandig. Die äußeren Wände bestehen aus vielen gleich hohen Zellen. Die Schlauch sind dünnwandig und kurzlebig. Jeder Ascus enthält acht Sporen mit einem Septum in der Mitte. Sie sind durchscheinend und dünnwandig.

## Lebensweise und Verbreitung
Alle Arten leben parasitisch auf Schaben und sind weit verbreitet. Die parasitäre Wirkung ist noch nicht genau erforscht, aber die Wirte scheinen nicht sehr geschädigt zu werden. Es gibt Versuche, sie in der biologischen Schädlingsbekämpfung einzusetzen.

## Systematik und Taxonomie
Die Gattung Herpomyces wurde bereits 1903 von Roland Thaxter erstbeschrieben. Die Familie Herpomycetaceae wurde dann 1981 von Isabelle Irene Tavares beschrieben und zu den Laboulbeniales gestellt. 2019 stellten dann Danny Haelewaters und Donald H. Pfister sie dann in eine eigene Ordnung.
Folgende Arten sind beschrieben:
- Herpomyces amazonicus
- Herpomyces anaplectae
- Herpomyces appendiculatus
- Herpomyces arietinus
- Herpomyces chaetophilus
- Herpomyces chilensis
- Herpomyces diplopterae
- Herpomyces ectobiae
- Herpomyces forficularis
- Herpomyces gracilis
- Herpomyces grenadinus
- Herpomyces leurolestis
- Herpomyces lobopterae
- Herpomyces macropus
- Herpomyces nyctoborae
- Herpomyces panchlorae
- Herpomyces panesthiae
- Herpomyces paranaensis
- Herpomyces paranensis
- Herpomyces periplanetae
- Herpomyces phyllodromiae
- Herpomyces platyzosteriae
- Herpomyces shelfordellae
- Herpomyces spegazzinii
- Herpomyces stilopygae
- Herpomyces supellae
- Herpomyces tricuspidatus
- Herpomyces zanzibarinus